# Hospital Central de la Defensa Gómez Ulla
El Hospital Central de la Defensa Gómez Ulla es un hospital público ubicado en la ciudad española de Madrid, frente a la glorieta del Ejército, en el distrito de Latina.  Como centro perteneciente al Ministerio de Defensa, es un hospital militar, aunque desde 2007 mantiene un acuerdo con el Servicio Madrileño de Salud, en virtud del cual también presta asistencia sanitaria a la ciudadanía y se configura igualmente como hospital universitario. Es centro de referencia nacional para Defensa Nuclear, Radiológica, Biológica y Química y enfermedades altamente infecciosas con una unidad de aislamiento de alto nivel en la planta 22. Además, dispone de helipuerto. Está construido en una superficie de una hectárea situada en el barrio de Carabanchel (distrito de Carabanchel, Madrid) y parte en Aluche (distrito Latina), antiguo término de Carabanchel.

## Historia

### Primer hospital
Tras el incendio que sufrió el hospital militar de la calle Princesa, donde ahora está la iglesia del Buen Suceso, las autoridades deciden construir uno nuevo, para lo que el Ayuntamiento de Carabanchel cede los terrenos, al borde de la carretera que unía Madrid con Fuenlabrada (Vía Carpetana y Camino de los ingenieros). El proyecto del nuevo hospital se aprobó en 1890 y correspondía al realizado por Manuel Cano y León, Capitán de Ingenieros, que por ello fue nombrado director de las obras. Se trataba de un centro moderno, con todos los adelantos médicos del momento.
La distribución de los diversos edificios y pabellones a partir de la entrada era:
- Edificio de Dirección y Administración que tiene en su eje el acceso principal al resto de las instalaciones. Junto a él hay tres pabellones, dos en el lado del Camino de los Ingenieros, y uno en el lado de la Vía Carpetana, destinados a Viviendas de empleados e Instituto Anatomopatológico, respectivamente.
- Pabellón para jefes y oficiales enfermos, también con acceso al resto de las instalaciones a través de un pasillo situado en su eje.
- Plaza central en la que confluyen los seis pabellones de Medicina y Cirugía, tres a cada lado, y en el centro la Capilla. Entre los dos últimos, un pabellón, de longitud más reducida, dedicado a Balneario.
- Pabellón de Servicios Generales del Hospital
- Pabellones, uno a cada lado, para Dementes y Presos.
- Pabellón final dedicado a Cuartel de Sanidad y cochera de ambulancias.

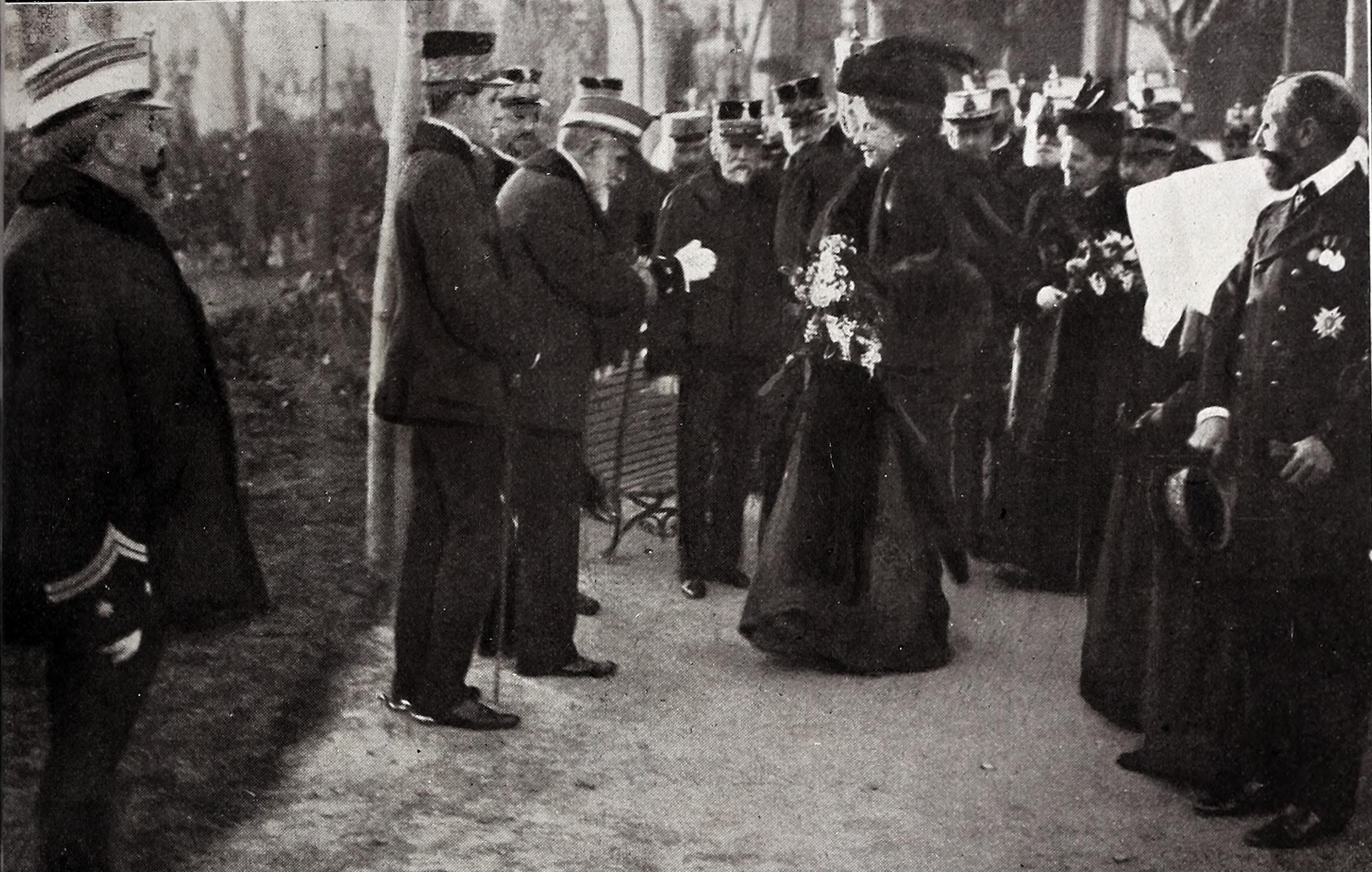
Visita de Alfonso XIII y Victoria Eugenia de Battenberg al hospital en 1907. Fotografía de Goñi.

El Hospital Militar de Carabanchel, sin estar aún acabado, comenzó a ser ocupado por enfermos a partir del 21 de abril de 1896 en un momento crítico de la historia de España pues estaban llegando combatientes heridos repatriados de Ultramar que no podían ser absorbidos por los hospitales habituales, siendo su primer director el subinspector médico Juan Berenguer y Salazar. En 1903 se dieron por concluidas las obras.
Tras la Guerra Civil, en 1941, fue reconstruido por Eduardo Torroja. El 5 de junio de 1946 el Hospital Militar recibe el nombre de Gómez Ulla, en honor del general-médico Mariano Gómez Ulla, cirujano militar fallecido el 24 de noviembre de 1945 presente en los campos de batalla de las guerras de África donde desarrolló una gran labor sanitaria.

### Hospital monobloque
Según pasó el tiempo el edificio se hizo pequeño y habían aparecido numerosos cambios en las técnicas, por lo que en 1967 comienzan los estudios para la construcción de uno nuevo, pero manteniendo en funcionamiento el antiguo. En 1972 comienzan las obras, construyendo nuevos edificios y demoliendo los existentes simultáneamente, de forma que permanece en servicio durante todo el proceso. El resultado es un hospital monobloque, con una gran torre que se puede ver desde todo Madrid.

### Utilización civil

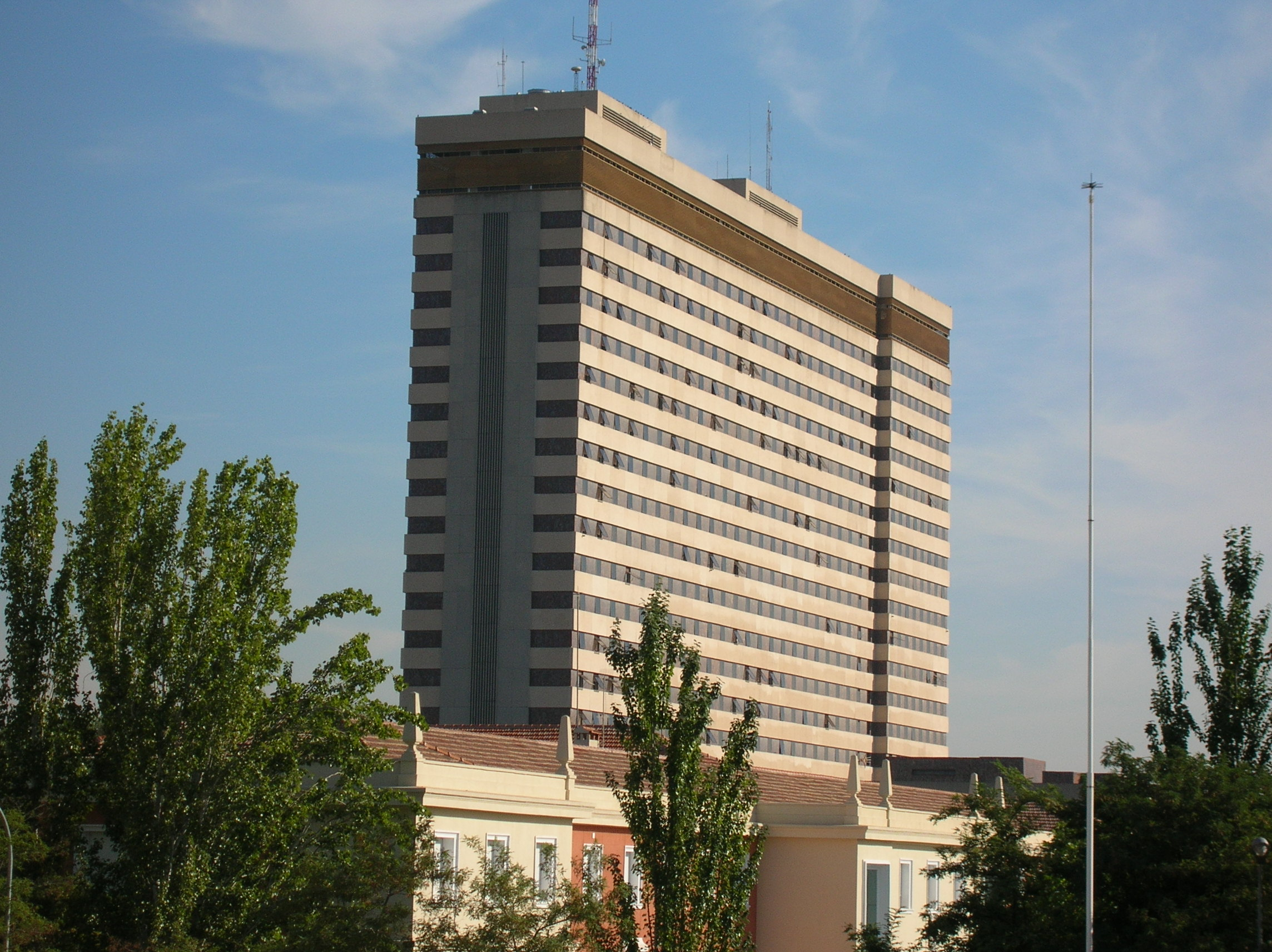
Vista del hospital

En 2007, el Ministerio de Defensa y la Universidad de Alcalá firmaron un convenio de colaboración por el que el Hospital Central de la Defensa Gómez Ulla sea utilizado con fines docentes y de investigación por los alumnos de las enseñanzas biosanitarias de la Universidad de Alcalá.
Además de ser hospital militar, desde algunos años atiende urgencias civiles.
Actualmente, el centro atiende pruebas diagnósticas y consultas de especialistas, al tiempo que recibe pacientes del Hospital Doce de Octubre y el Clínico, pero nunca ha tenido una población de referencia propia. Por este motivo, dos de sus plantas, la 21 y la 22, se encuentran vacías. El hospital cuenta con 520 camas. 
Carme Chacón, ministra de Defensa, anunció que el hospital se integraría en la red sanitaria de la Comunidad de Madrid antes de octubre de 2010. Actualmente, el hospital Gómez Ulla se ha convertido en el hospital de referencia de los distritos de Latina y Carabanchel. En 2015 abrió una unidad de aislamiento de alto nivel en la planta 22 con el fin de derivar ahí a pacientes en casos similares a los acontecidos durante la crisis por el ébola en España de 2014.

## Acceso al hospital
Dirección: Glorieta del Ejército, s/n; Madrid.
- Metro: Carabanchel
- Autobús: 17 35
- Interurbanos: 481 486
- Búhos: N17N26